# Максимов, Евгений Григорьевич
Евгений Григорьевич Максимов (27 октября 1938, пос. Апрелевка, Московская область — 30 апреля 2011, Москва) — российский учёный-физик, член-корреспондент РАН (2006), доктор физико-математических наук, профессор.

## Биография
В 1961 г. окончил физический факультет МГУ. В 1963 г. Поступил в аспирантуру Теоретического отдела ФИАН (ныне Отделение теоретической физики им. И. Е. Тамма — ОТФ ФИАН), с которым в дальнейшем была связана вся его научная деятельность. Его научным руководителем был Давид Абрамович Киржниц. Работал ведущим сотрудником Физического института им. П. Н. Лебедева РАН.
Основные работы в области теории сверхпроводимости и теории конденсированных сред. Сформулировал обобщённый подход к теории сверхпроводимости с использованием динамических функций рассеяния ионов. Им была доказана сильная зависимость изотопического эффекта от ангармонизма; выявлена роль низкочастотных фононов в сверхпроводимости и показано, что они ведут себя одновременно подобно простым и магнитным примесям, которые не понижают значение критической температуры, но из-за неупругого рассеяния на электронах приводят к разрушению пар и бесщелевому спектру. Им также установлена определяющая роль эффектов локального поля в выполнении неравенства e(q,0)< 0, существование которого было доказано в работах Д. А. Киржница, и указаны конкретные системы, где оно выполняется.
В начале 1980-х гг. в ОТФ ФИАН по инициативе Е. Г. Максимова была создана группа по первопринципным расчётам свойств материалов на основе теории функционала плотности (ТФП). В начале 1990-х гг. в группе учёным впервые в мире был разработан эффективный метод вычисления фононных спектров и электрон-фононного (ЭФ) взаимодействия в кристаллах «из первых принципов». На этой основе в большом числе сверхпроводников с ЭФ механизмом были рассчитаны температурные зависимости электросопротивления и теплопроводности, ширины сверхпроводящей щели и ТК, показавшие отличное согласие с экспериментом. Была создана методика расчёта электронных и фононных спектров, а также матричных элементов ЭФВ, позволившая с высокой точностью вычислить оптические, кинетические и сверхпроводящие свойства многих металлов, включая и новые ВТСП. Разработан метод расчёта свойств ионных кристаллов, позволивший изучить в деталях природу сегнетоэлектрического перехода в перовскитах и подтвердить справедливость классических представлений в этом вопросе.
Жил и похоронен в Троицке.